# Johannes Goerres

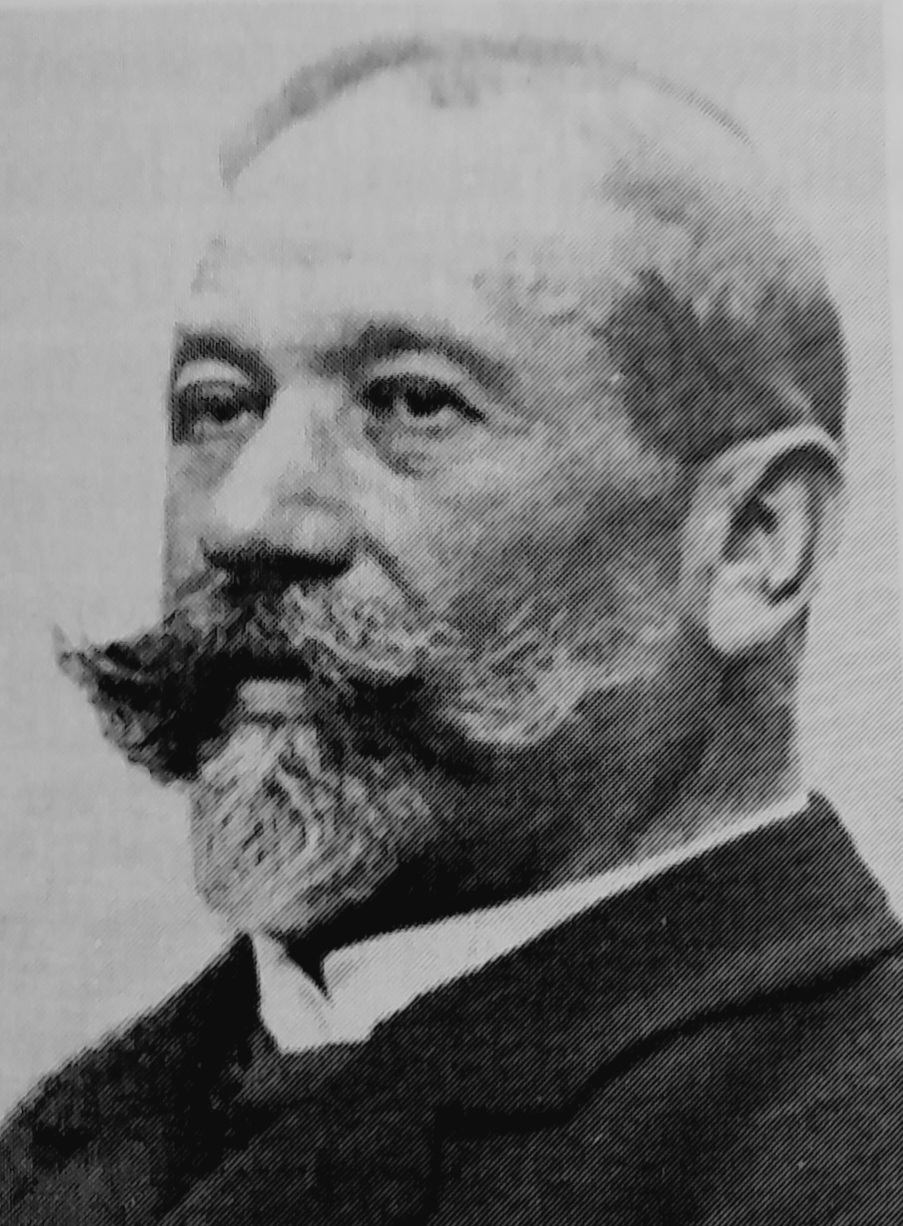
Johannes Goerres

Johannes Goerres (* 5. Mai 1849 in Stommeln; † 8. Februar 1905 in Essen) war ein deutscher Kommunalpolitiker der Stadt Essen.

## Leben und Wirken
Johannes Goerres wurde in Stommeln, heute Ortsteil von Pulheim bei Köln, geboren. Er war mit Maria geb. Vollmann verheiratet und hatte zwei Kinder, Frieda und Hans.
Er war, nachdem die Stadt Essen 1873 aus dem Kreis Essen ausgeschieden  und kreisfreie Stadt geworden war, von 1874 bis 1876 am Landratsamt Essen Kreis-Büroassistent. Danach bekleidete er von 1876 bis 1890 das Amt des Gemeindesekretärs in der westlich der damaligen Stadt Essen angrenzenden Bürgermeisterei Altendorf.
Zudem war Goerres Präsident des Verbandes Rheinsicher Geflügelzuchtvereine und Mitglied im Kriegerbund Essen-West.
Am 7. Mai 1890 folgte die Ernennung zum besoldeten Beigeordneten der Bürgermeisterei Altendorf. Nachdem der bisherige und einzige Bürgermeister der Bürgermeisterei Altendorf, Wilhelm Kerckhoff, am 17. Juni 1900 verstarb, übernahm Goerres dieses Amt noch für ein Jahr kommissarisch bis zur Eingemeindung in die Stadt Essen am 1. August 1901.
Goerres trug mit seinen Verhandlungen wesentlich zur Eingemeindung der Bürgermeisterei Altendorf bei. Darauf folgend wurde er in der Stadtverordnetensitzung vom 8. Oktober 1901 durch den Oberbürgermeister Erich Zweigert als Beigeordneter der Stadt Essen begrüßt.
In der nun vergrößerten Stadt Essen war er Vorsitzender der Armenkommission, der Hospitalverwaltung, der Helene Waldthausenstiftung (zur Errichtung eines Damenheims), der Edmund-Lührmann-Stiftung (zur Errichtung einer Krankenhausabteilung für Nervenleidende) und der 1885 gegründeten Kaiser-Wilhelm-Augustastiftung (paritätisches Waisenhaus an der Aachener Straße).
Johannes Goerres starb während seiner Rede bei einer Konferenz des Beigeordnetenkollegiums im Konferenzsaal des Essener Rathauses an Herzschlag. Die Beisetzungsfeier fand am 12. Februar 1905 am Altendorfer Rathaus statt.